# Agrilus lugu
Agrilus lugu (лат.) — вид узкотелых жуков-златок.  Название происходит от имени озера Lugu, около которого найдена типовая серия.

## Распространение
Китай (Sichuan, Yunnan; Lugu Lake).

## Описание
Длина тела взрослых насекомых (имаго) 4,5 — 6,6 мм. Отличаются следующими признаками: форма тела клиновидная; переднеспинка поперечная; надкрылья без плечевого киля; лопасть эдеагуса урезанная на вершине; основная окраска коричневая. Переднегрудь с воротничком. Боковой край переднеспинки цельный, гладкий. Глаза крупные, почти соприкасаются с переднеспинкой. Личинки развиваются, предположительно, на различных лиственных деревьях. Встречаются в июне и июле на высотах 1600-3500 м. Вид был впервые описан в 2011 году в ходе ревизии, проведённой канадскими колеоптерологами Эдвардом Йендеком (Eduard Jendek) и Василием Гребенниковым (Оттава, Канада).